# 凤凰公园
凤凰公园（英語：Phoenix Park）是爱尔兰都柏林的一座城市公园，位于市中心以西2–4 km，利菲河以北。其面积达707公頃（1,750英畝），为欧洲最大公园之一它包括大面积的草地和绿树成荫的大道，自17世纪以来，一群野生黇鹿以此为家。其英文名称来自爱尔兰的“fionn uisce”，意为“清澈的水”。爱尔兰政府目前正在游说联合国教科文组织将公园列为世界遗产。

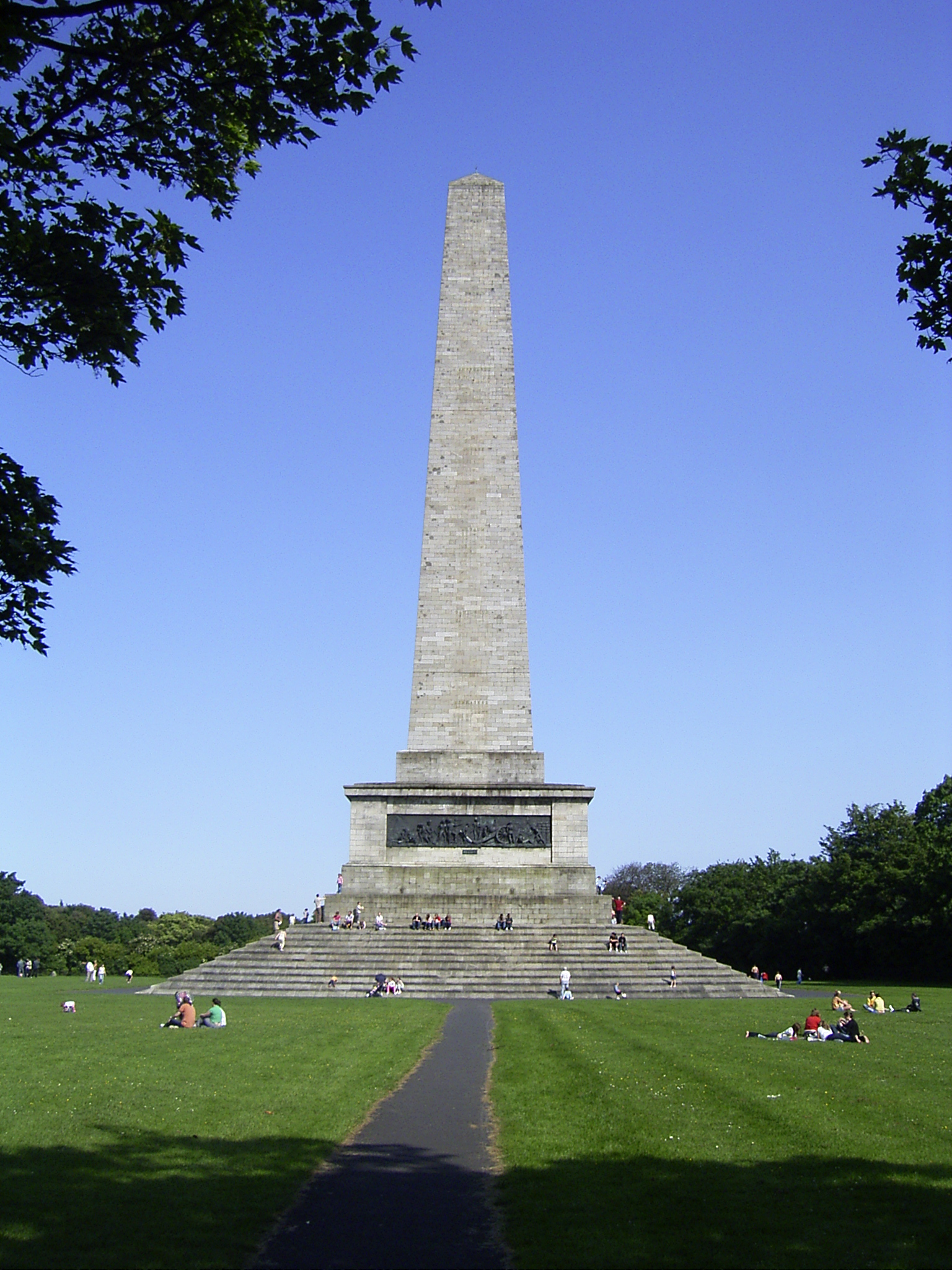
惠灵顿纪念碑